# Municipio Torres (Lara)
El Municipio Torres (Pedro León Torres) es uno de los nueve municipios que componen el Estado Lara (Venezuela). Se encuentra ubicado al oeste del dicho Estado, y el territorio occidental del municipio es reclamado por los vecinos Estados de Falcón, Zulia y Trujillo. Tiene como capital la ciudad de Carora. El Municipio Torres es el más grande del Estado Lara y tiene una superficie de 6 954 km² y una población de 249 217 (censo de 2011) siendo el segundo municipio más poblado del Estado, detrás del Municipio Iribarren.
El Municipio Torres está dividido en 17 parroquias; Altagracia, Antonio Díaz, Camacaro, Castañeda, Cecilio Zubillaga, Chiquinquirá, El Blanco, Espinoza de los Monteros, Heriberto Arroyo, Lara, Las Mercedes, Manuel Morillo, Montaña Verde, Montes de Oca, Reyes Vargas, Torres y Trinidad Samuel.

## Clima
En el municipio Torres las temperaturas mínimas mensuales se ubican entre 13.9 y 21.8 °C y las máximas entre 24.4 y 31.9 °C. La precipitación total anual está entre 426 y 842 mm. En el trimestre de septiembre a noviembre cae la mayor cantidad de lluvia, el trimestre más seco va de enero a marzo.m

## Parroquias
1. Parroquia Altagracia
2. Parroquia Antonio Díaz
3. Parroquia Camacaro
4. Parroquia Castañeda
5. Parroquia Cecilio Zubillaga
6. Parroquia Chiquinquirá
7. Parroquia El Blanco
8. Parroquia Espinoza de los Monteros
9. Parroquia Heriberto Arrollo
10. Parroquia Lara
11. Parroquia Las Mercedes
12. Parroquia Manuel Morillo
13. Parroquia Montaña Verde
14. Parroquia Montes de Oca
15. Parroquia Reyes de Vargas
16. Parroquia Torres
17. Parroquia Trinidad Samuel

## Política y gobierno

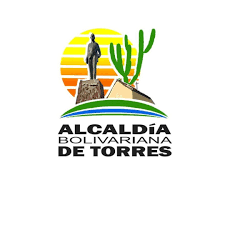
Logo de la Alcaldía (17-08-2024-hasta la actualidad)

### Alcaldes
| Período                    | Alcalde                    | Partido político / Alianza | % de votos | Notas |
| -------------------------- | -------------------------- | -------------------------- | ---------- | --- |
| 1989 - 1992                | Pedro Domingo Oropeza      | AD                         | 38,54      | Primer alcalde bajo elecciones directas |
| 1992 - 1995                | Pedro Domingo Oropeza      | AD                         | 40,54      | Reelecto |
| 1995 - 2000                | Leonardo Oropeza Pernalete | AD                         | -          | Segundo alcalde bajo elecciones directas (se realizaron elecciones generales adelantadas en el 2000 debido a la aprobación de la Constitución de 1999)                                                           |
| 2000 - 2004                | Javier Oropeza             | MVR                        | 46,20      | Tercer alcalde bajo elecciones directas |
| 2004 - 2008                | Julio Chávez               | PPT                        | 35,63      | Cuarto alcalde bajo elecciones directas |
| 2008 - 2013                | Edgar Carrasco             | PSUV                       | 48,29      | Quinto alcalde bajo elecciones directas (se postergan 1 año las elecciones municipales pautadas para finales del 2012)                                                                                           |
| 2013 - 2017                | Edgar Carrasco             | PSUV                       | 54,67      | Reelecto |
| 2017 - 2021                | Edgar Carrasco             | PSUV                       | 81,50      | Reelecto |
| 2021 - 2025                | Javier Oropeza             | MUD                        | 42,87      | Sexto alcalde bajo elecciones directas |
| 17 de agosto de 2024- 2025 | Lasmit Verde               | PSUV                       | -          | El Concejo Municipal del Municipio Torres, la designó el sábado 17 de agosto, como Alcaldesa Encargada, tras declarar vacío de poder por parte del alcalde anterior quien tiene procedimientos penales abiertos. |
| 2025-2029                  | Lasmit Verde               | PSUV                       |            | Séptima alcaldesa bajo elecciones directas. |

### Concejo municipal
Período 1989 - 1992
| Concejales:                | Partido político / Alianza |
| -------------------------- | -------------------------- |
| Nelly Guerra de Yépez      | AD                         |
| Leonardo Oropeza Pernalete | AD                         |
| Isaias Rodríguez           | AD                         |
| Livio Martinengo           | AD                         |
| Carlos Gonzalo González    | COPEI                      |
| Iraida Isabel Timaure      | COPEI                      |
| Rafael Coronado            | COPEI                      |
| Hivor Montilla Suárez      | COPEI                      |
| Domingo Montes de Oca      | MAS                        |

Período 1992 - 1995
| Concejales:                | Partido político / Alianza |
| -------------------------- | -------------------------- |
| Adda de Pérez              | AD                         |
| Nelly Guerra de Yépez      | AD                         |
| Livio Martinengo           | AD                         |
| Leonardo Oropeza Pernalete | AD                         |
| Rafael Coronado            | COPEI                      |
| Rafael Gómez               | COPEI                      |
| Iraida Isabel Timaure      | COPEI                      |
| Rameldo León               | COPEI                      |
| Domingo Montes de Oca      | MAS                        |

Período 1995 - 2000
| Concejales:     | Partido político / Alianza |
| --------------- | -------------------------- |
| Lulu Rojas      | AD                         |
| Agustin Ibarra  | AD                         |
| Benjamin Adam   | AD                         |
| Rafael Piña     | AD                         |
| Daniel Meléndez | AD                         |
| Rene González   | CONVERGENCIA               |
| Xiomara Rivero  | CONVERGENCIA               |
| Antonio Márquez | COPEI                      |
| Paul Morillo    | U.P.T                      |

Período 2000 - 2005
| Concejales:             | Partido político / Alianza |
| ----------------------- | -------------------------- |
| William Chávez          | MVR                        |
| Nohemi de López         | MVR                        |
| Oscar Marcano           | MVR                        |
| Carlos Gonzalo González | OFM                        |
| Wogtang Álvarez         | OFM                        |
| Xiomara Rivero          | OFM                        |
| Teolinda de Meléndez    | AD                         |
| Honorio Sánchez         | AD                         |
| Jorge Alonzo Almarza    | MAS                        |

Período 2005 - 2013
| Concejales:                | Partido político / Alianza |
| -------------------------- | -------------------------- |
| Eduwin Juárez              | PPT                        |
| Alfonzo López              | PPT                        |
| Norkis Querales            | PPT                        |
| Ada Camacaro               | MVR                        |
| Judith de Luque            | MVR                        |
| Olga Castró                | MVR                        |
| Felipe López               | PCV                        |
| Felix Suárez               | PCV                        |
| Leonardo Oropeza Pernalete | AD                         |

Período 2013 - 2018
| Concejales            | Partido político / Alianza |
| --------------------- | -------------------------- |
| Domingo Montes de Oca | MUD                        |
| Heidy Rojas           | MUD                        |
| Karelys Oropeza       | MUD                        |
| Monir Chiriti         | MUD                        |
| Teolinda de Meléndez  | MUD                        |
| Dario Quintana        | PSUV                       |
| José Rodríguez        | PSUV                       |
| Jorge Rodríguez       | PSUV                       |
| Richard Páez          | PSUV                       |

Período 2018 - 2021
| Concejales         | Partido político / Alianza |
| ------------------ | -------------------------- |
| Dennys Pereira     | PSUV                       |
| Laura Vargas       | PSUV                       |
| Yasmil Barrios     | PSUV                       |
| Lisbeth Dorantes   | PSUV                       |
| José Rodríguez     | PSUV                       |
| Yamilet Valderrama | PSUV                       |
| Raul Almao         | PSUV                       |
| José Gil           | PSUV                       |
| Lasmit Verde       | PSUV                       |

Período 2021 - 2025
| Concejales       | Partido político / Alianza |
| ---------------- | -------------------------- |
| Richard Castillo | PSUV                       |
| Lasmit Varde     | PSUV                       |
| Naillit Alvarez  | PSUV                       |
| Eduin Ramos      | PSUV                       |
| Maryolis Lameda  | PSUV                       |
| Yasmil Barrios   | PSUV                       |
| Ronald Marchan   | MUD                        |
| Wilman Montero   | MUD                        |
| Johana Mora      | AP                         |